# Morgenstern (Waffe)
Der Morgenstern ist eine Schlagwaffe, die im Mittelalter und in der frühen Neuzeit gebräuchlich war. Er ist eine Weiterentwicklung der Keule.

## Beschreibung
Die klassische Ausführung besteht aus einem bis zu 60 cm langen, kräftigen Holzstab als Griff, an dessen Ende der Kopf, meist aus Holz, aber auch Eisen sitzt (etwa 8 bis 20 cm im Durchmesser). Dieser ist mit etwa 1 bis 5 cm langen Dornen besetzt, die ihm ein sternförmiges Aussehen geben. Oft war am unteren Ende des Griffs ein Faustriemen befestigt, der verhindern sollte, dass die Waffe im Kampfgetümmel verloren geht. Die Handhabung ist mit der eines Streithammers oder eines Beils zu vergleichen. Das Führen eines Morgensterns erfordert viel Kraft. Sein Gebrauch galt als „unritterlich“. Varianten, bei denen der Kopf über eine Kette mit dem Griffstück verbunden ist, werden als Flegel (auch: Streitflegel) bezeichnet.
Heute ist es schwierig, eine allgemeine Definition zu finden, welche Waffe genau als Morgenstern angesehen wird.
Der Morgenstern wurde bis in das 17. Jahrhundert verwendet. Im Ersten Weltkrieg wurden wieder ähnliche Waffen angefertigt und im Grabenkrieg eingesetzt. Sie wurden vor allem wegen ihrer Lautlosigkeit genutzt, hauptsächlich bei nächtlichen Überfällen auf feindliche Posten. Einige dieser neuzeitlichen Morgensterne sind im Bayerischen Armeemuseum in Ingolstadt ausgestellt, ebenso im Imperial War Museum in London.

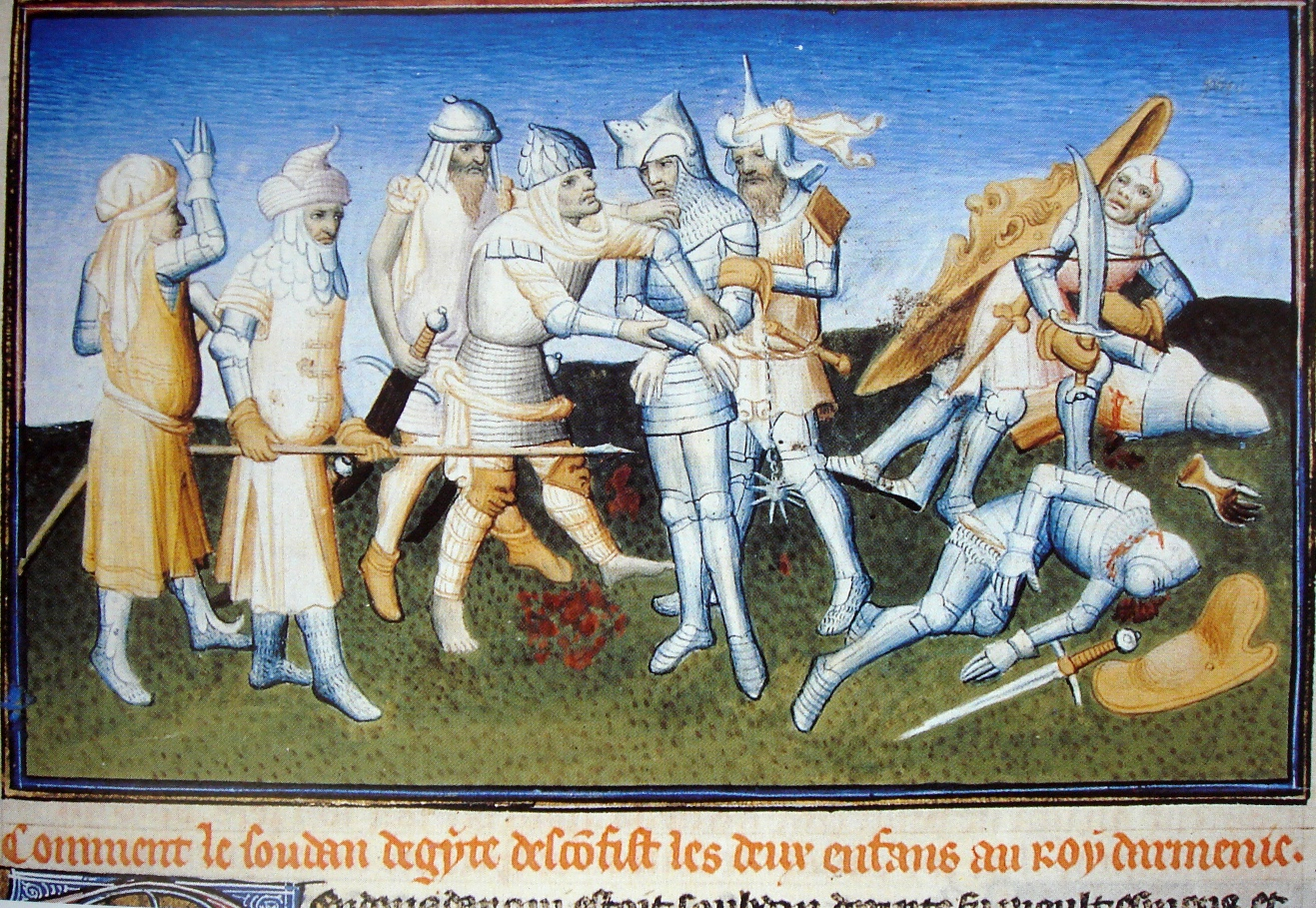
Seltene Variante: Eisenkugel an Kette, 15. Jahrhundert
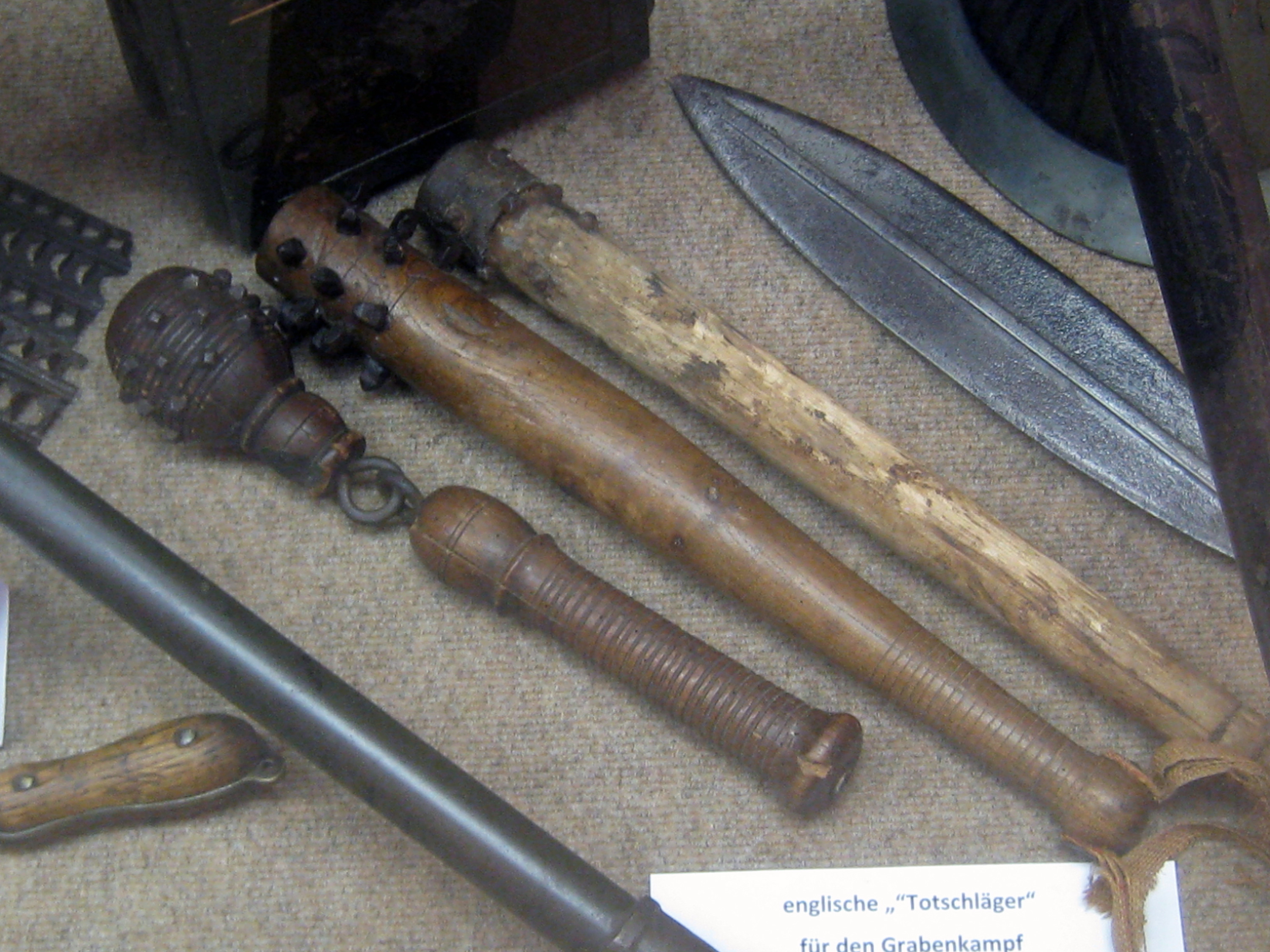
Britische Grabenkeulen, Erster Weltkrieg
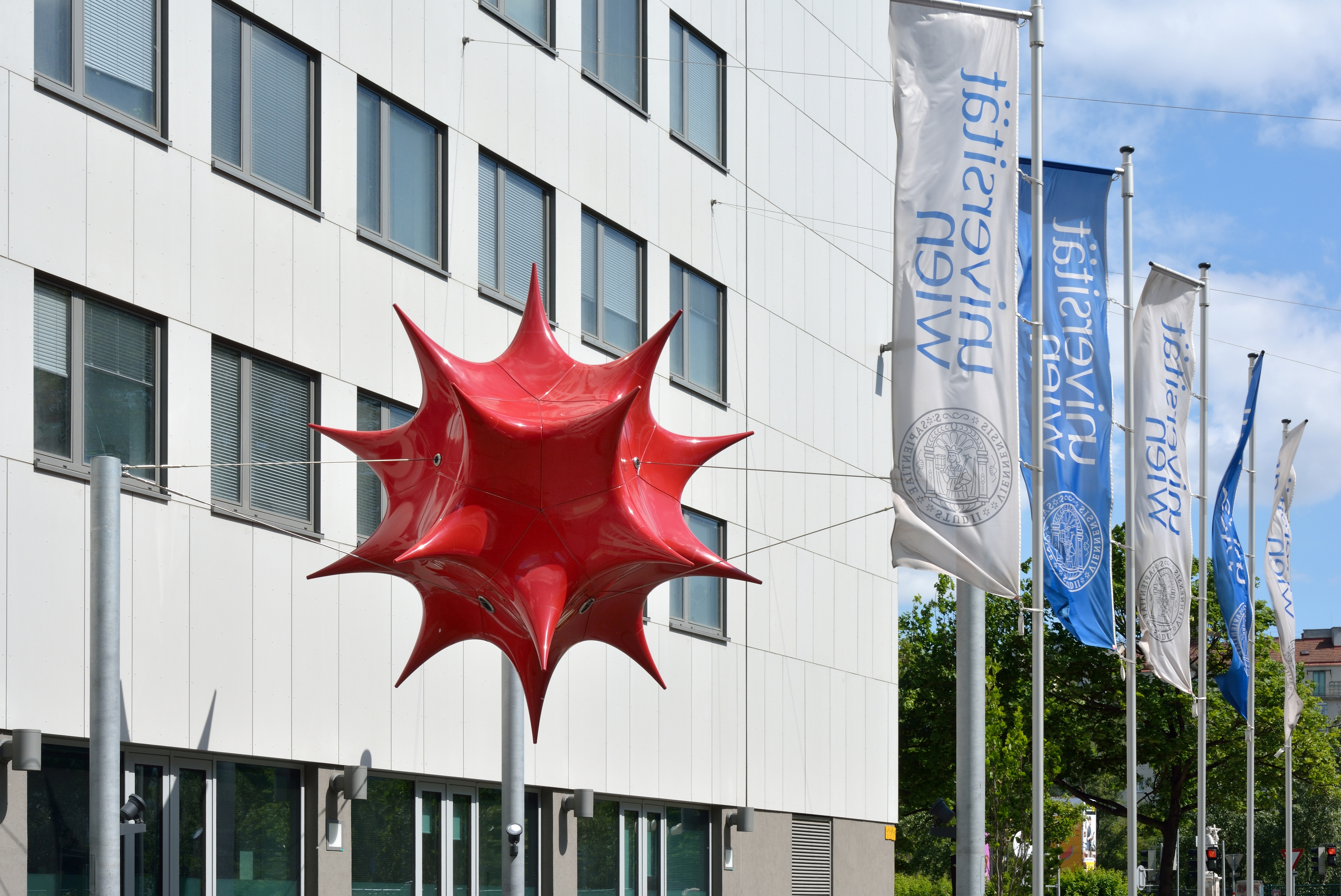
20-zackige Skulptur Ikosaederstern, in Wien, Morgensternplatz

In Wien-Alsergrund, Oskar-Morgenstern-Platz 1 hängt die rote Skulptur Ikosaederstern an Seilen, sie spielt als algebraisch bestimmte Fläche auf die hier ansässigen Mathematikinstitute der Universität Wien an, durch die blutrote Farbe und Form mit 20 Stacheln auf die Waffe und damit auch auf den Platznamen.
Das Wappen von Schöllkrippen (Landkreis Aschaffenburg) zeigt drei Morgensterne.